# Pterodaustro
Pterodaustro is een monotypisch geslacht van uitgestorven Pterosauria, behorend tot de groep van de Pterodactyloidea, die tijdens het Vroeg-Krijt leefden in het gebied van het huidige Argentinië. De enige soort is Pterodaustro guinazui.

## Naamgeving
De soort werd eind jaren zestig ontdekt in de provincie San Luis en in 1969, nog als P. guiñazui en een onbeschreven nomen nudum, benoemd door José Bonaparte. Een completere beschrijving volgde in 1970 en 1971. De geslachtsnaam betekent: 'zuidelijke vleugel', afgeleid van het Klassiek Griekse pteron, 'vleugel', en het Latijnse auster, 'zuiden(wind)'. De beide elementen zijn, niet helemaal volgens de normale combinatieregels, verenigd als 'pteron de austro', 'vleugel uit het zuiden'. De soortaanduiding eert paleontoloog Román Guiñazú. Deze is in 1978 door Peter Wellnhofer geëmendeerd tot guinazui, daar het Latijn geen tilde kent.

## De fossielen
Het holotype van Pterodaustro, PLV 2571, was nog een in omvang beperkt fossiel, slechts bestaande uit een dijbeen van acht centimeter lang. Het werd gevonden in de Lagercitoformatie, in de wand van een kreek die een oude meerafzetting doorsnijdt die men tegenwoordig het Loma del Pterodaustro noemt. Deze vindplaats, een laag van een meter dik en vijftig vierkante meter groot, ligt in het Parcque Nacional Sierra de las Quijadas. De laag stamt uit het Albien en is ongeveer 105 miljoen jaar oud. De eerste publicaties gingen ten onrechte uit van een oudere datering, eerst van zo'n 155 en toen 140 miljoen jaar geleden.

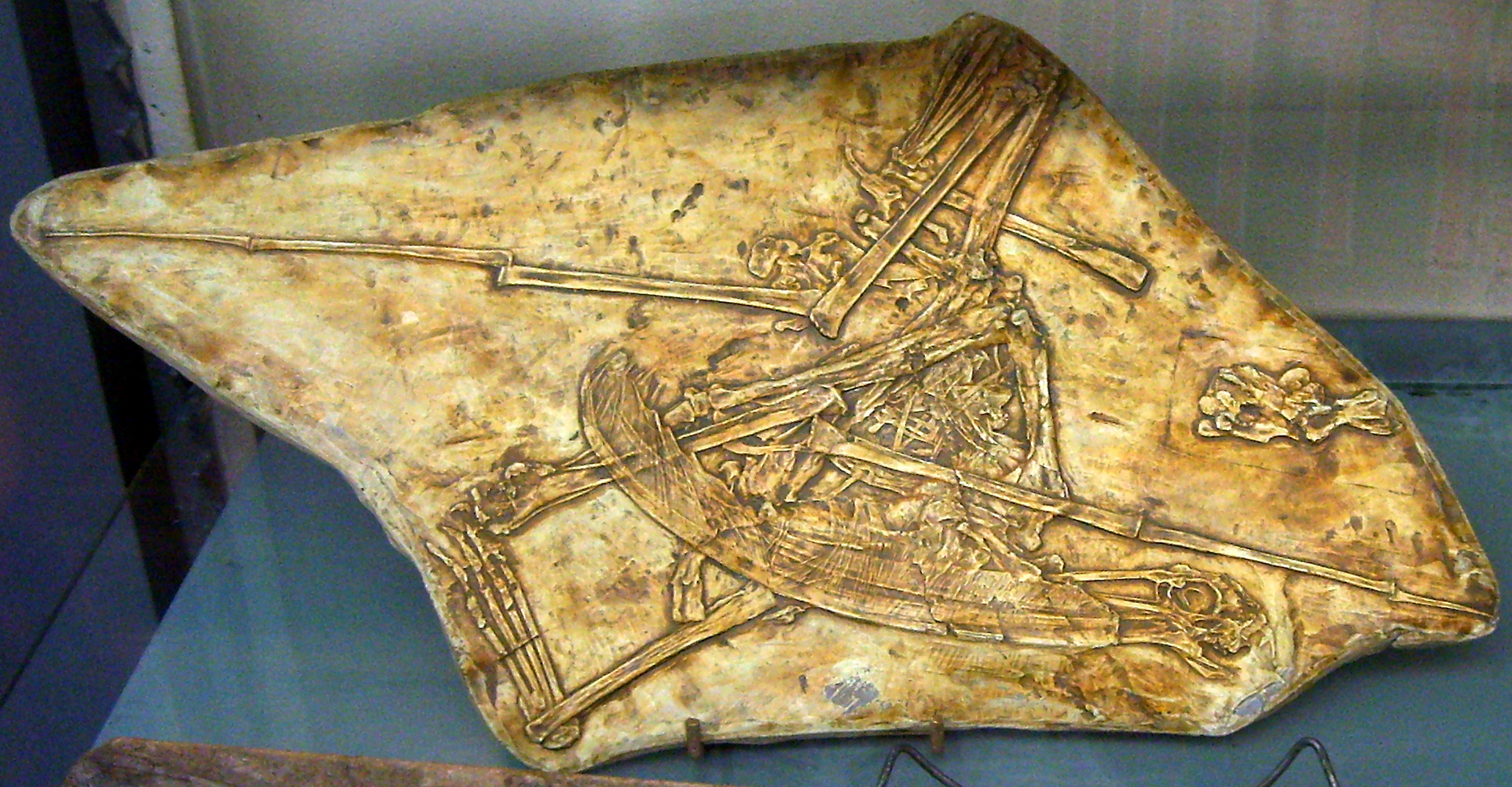
Een afgietsel van een fossiel van Pterodaustro, met onderaan de langwerpige schedel

Indertijd was het pas de tweede pterosauriër die uit Zuid-Amerika benoemd werd. Ook vier paratypen werden aangewezen, ook weer bestaande uit fragmentarisch materiaal, waaronder een schedelfragment en wervels. In de loop der jaren echter, vooral tijdens opgravingen in 1994, 1996 en 1998, werden steeds meer specimina verzameld. In 2008 was het totaal al opgelopen tot zo'n 750, 288 daarvan gecatalogiseerd, met als gevolg dat Pterodaustro nu een van de best bekende pterosauriërs is. Vrij volledige exemplaren zijn gedocumenteerd uit alle levensfasen, van ei tot volwassen dier. De overvloed aan gegevens heeft geleid tot een groot aantal studies naar alle aspecten van de anatomie en de levenswijze van de soort. Aan geen enkele andere pterosauriër zijn zoveel moderne publicaties gewijd. Het voorkomen van dieren uit alle levensfasen is verklaard door aan te nemen dat het Loma del Pterodaustro de locatie was van een broedkolonie aan de rand van een meer dat van tijd tot tijd de nesten overspoelde en de over een grote tijdspanne opeengehoopte skeletten met een laagje sediment conserveerde. Pterodaustro is de enige pterosauriër die in de vindplaats is aangetroffen.
In 1980 werd de vondst gemeld van fragmenten uit Noord-Chili uit de Santa Anaformatie. Deze werden toegeschreven aan een Pterodaustro sp.[ecies], dus een nog onbepaalde soort uit het geslacht Pterodaustro.

## Beschrijving

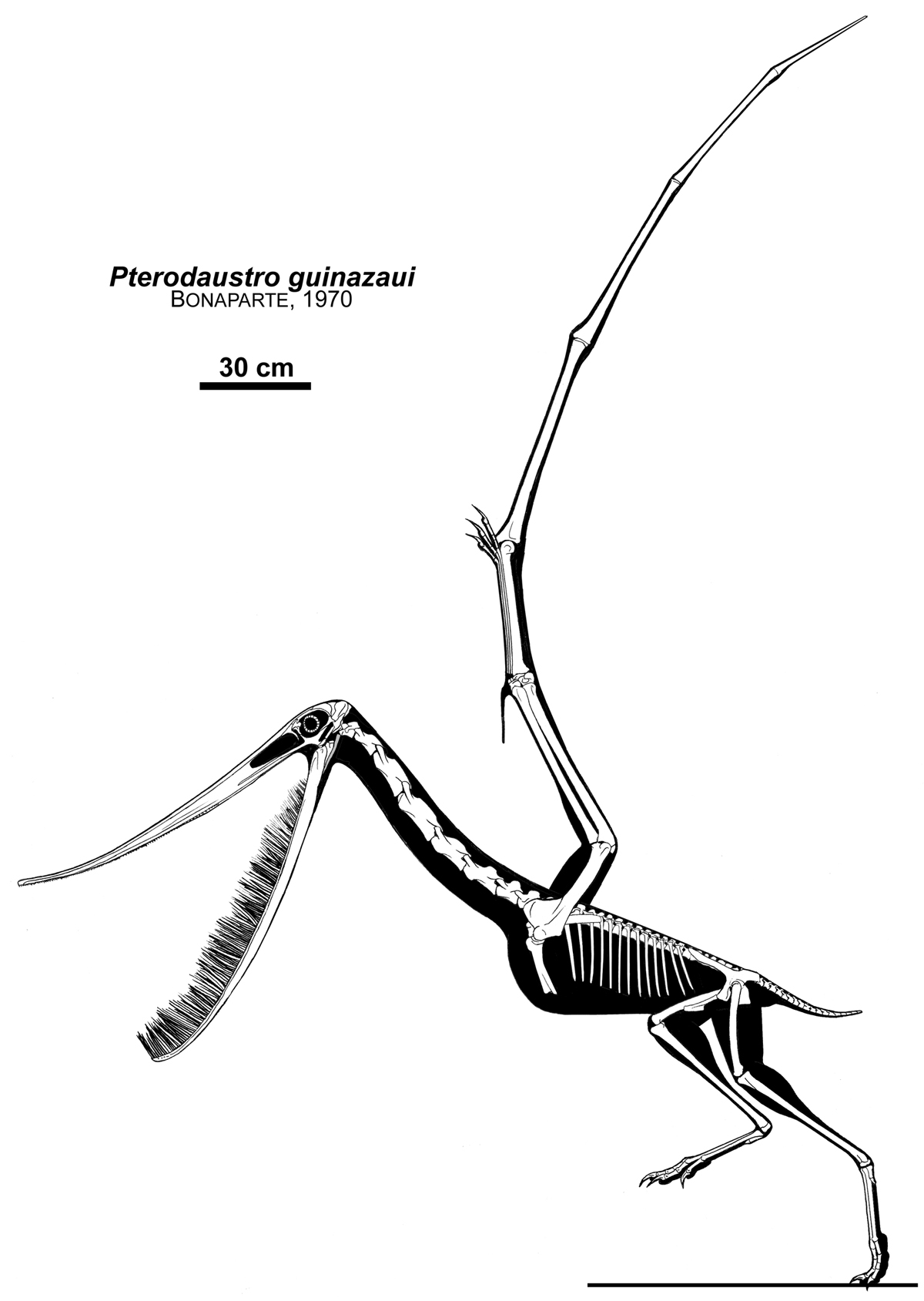
Een skeletdiagram van Pterodaustro door Jaime Headden

Het meest opvallende kenmerk van Pterodaustro is de vorm van de schedel die tot negenentwintig centimeter lang werd. De kaken zijn zeer langgerekt — het gedeelte voor de oogkassen maakt vijfentachtig procent van de schedellengte uit — en buigen spits toelopend sterk naar boven, totdat de raaklijn van de punt van de snuit haaks op de lijn bij het kaakgewricht staat. Een driehoekige schedelopening, de fenestra nasoantorbitalis, vult een klein deel van die ruimte, twaalf procent van de schedellengte. De snuit is ondiep, plat en draagt geen zichtbare kam.

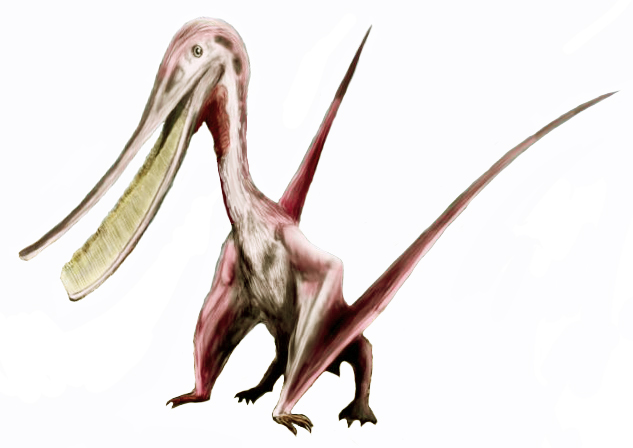
Pterodaustro als Pink Pterosaur

De onderkaken volgen de kromming van de bovenkaken en omdat ze de buitenste curve vertegenwoordigen, zijn ze relatief langer dan bij enig andere bekende pterosauriër. Het surangulare in de onderkaak heeft een erg kort voorste uitsteeksel. In de twee onderkaken staan in twee groeven over negentig procent van de lengte in totaal zo'n duizend zeer langgerekte tanden, vierentwintig per strekkende centimeter kaak, die ongeveer vijfmaal zo hoog zijn als de onderkaak zelf. Ze staan, nauw aaneensluitend, parallel naast elkaar naar boven gericht, ook waar de kaak vooraan zelf naar boven buigt, zodat ze daar een steeds grotere hoek met de kaak maken. Achter in de onderkaak nemen ze geleidelijk in lengte af totdat de lijn van hun bovenkanten in een flauwe kromme de kaak raakt. De tanden zijn ovaal in doorsnede, met de lange kant dwars op de lengterichting van de kaak staand, en nemen naar de snuit in dikte toe. De gemiddelde doorsnede van de lange zijde is 0,318 millimeter en hun lengte zo'n drie centimeter. Dit geheel wordt verklaard als een soort balein die net als bij de flamingo (die daarvoor overigens de bovenkaak gebruikt) kreeftjes, of algen uit het water kan zeven.
Ook de bovenkaken dragen vele honderden tanden, veertien per centimeter, maar die zijn heel klein, één millimeter lang, en lopen niet zo ver naar achteren door. Ze hebben een platte kegelvormige basis en een spatelvormige kroon. Ze stonden kennelijk in een apart weefsel binnen de kaakranden, een soort 'tandkussen'. In de bovenkaak was dat op de middenlijn voorzien van kleine verbeningen, kennelijk om beschadigingen door de langere en dichtere tanden van de onderkaak te voorkomen. Dit roept de lastig te beantwoorden vraag op van de precieze occlusie of sluiting van de kaken: of en in hoeverre de lange tanden van de onderkaken boven de bovenkaken uitstaken of juist aansloten met de boventanden of het verhemelte. Sommige fossielen laten een volledige sluiting zien.
Dat al deze structuren werkelijk homoloog zijn aan echte tanden, zoals Bonaparte meende, werd een tijd lang onwaarschijnlijk geacht omdat ze niet in tandkassen verankerd zouden zijn, maar blijkt volgens een onderzoek uit 1996 toch de meest waarschijnlijke interpretatie: vooraan de snuit staan namelijk sommige tanden van de onderkaak toch in een individuele tandkas. Ze hadden een normale opbouw van emaille, dentine en interne pulpa. Groeilijnen daarin zijn overigens niet vastgesteld. Ondanks dat ze van hard materiaal waren gemaakt, konden de tanden door hun extreme lengte-dikteverhouding — ze waren 150 maal langer dan de korte doorsnede van de ovaal — toch een zekere buigzaamheid bezeten hebben, zodat ze als 'borstels' hadden kunnen functioneren. De bovenkant had een hoek tot vijfenveertig graden ten opzichte van de basis hebben kunnen maken, voordat het emaille het begaf. Ook de fossielen lijken een flexibiliteit van de tanden te suggereren. Door de ovale doorsnede konden ze voornamelijk van voor naar achter buigen en nauwelijks zijwaarts. In 2023 stelde een studie dat de tanden die in een groeve stonden aan hun bases niet van elkaar gescheiden waren. Er zou geen spoor zijn van tandcement of een verankerend periodonteum maar ook niet van een vergroeiing met het kaakbeen. Er waren geen vervangingstanden die voor een continue aanvulling zouden kunnen zorgen maar wellicht werden ze in de jeugd nog een keer massaal gewisseld.

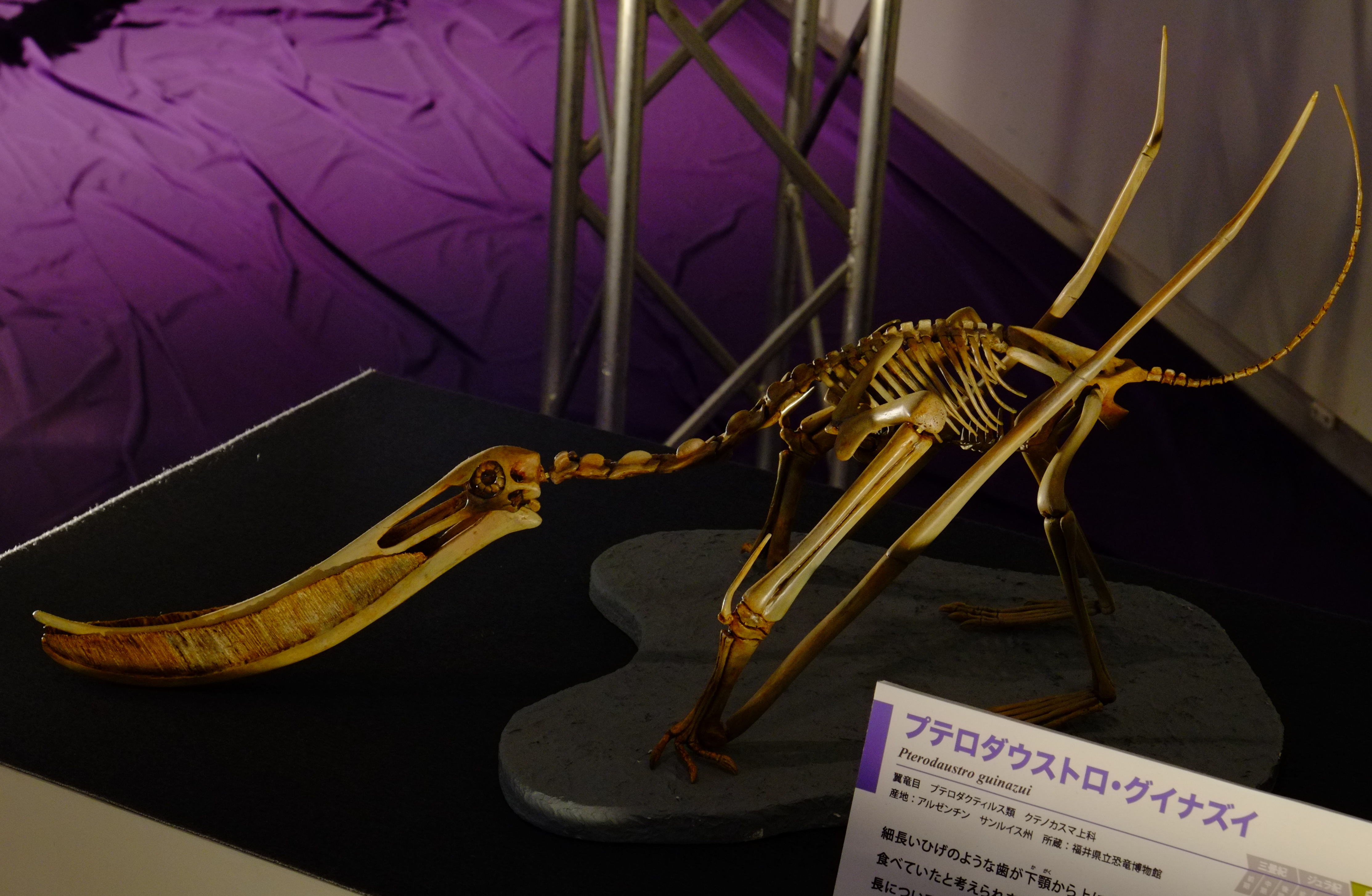
Een model van het skelet

Ook het achterhoofd van Pterodaustro is tamelijk langgerekt en ligt vrij laag, voor het grootste deel beneden het middelpunt van de oogkas. De wandbeenderen droegen wellicht een lage kam, waarvan de aanzet net zichtbaar is. Een voor pterosauriërs uniek kenmerk is dat het os postorbitale, het been dat de achterrand van de oogkas vormt, het voorhoofdsbeen niet raakt.

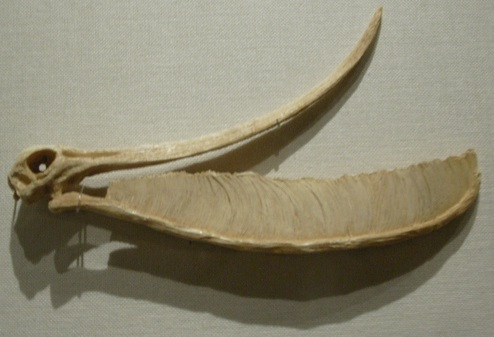
Model van de schedel

De rest van het skelet is wat minder goed bekend. Er zijn veertien tot vijftien ruggenwervels. De staart van Pterodaustro is uniek lang voor de Pterodactyloidea en telt tweeëntwintig wervels waarvan de eerste tien zelfs in grootte toenemen om dan pas in lengte te verminderen; andere pterodactyloïden hebben hoogstens zestien staartwervels en een taps toelopend staartje. Als de huidige opvattingen over de positie van Pterodaustro in de evolutionaire stamboom correct zijn, is de lange staart geen behouden oorspronkelijk kenmerk, geërfd van meer basale pterosauriërs, maar een nieuwvorming. De functie daarvan is nog onduidelijk. Het schouderblad is vergroeid met het ravenbeksbeen. De deltopectorale kam van het vrij slanke opperarmbeen is niet heel sterk ontwikkeld wat in overeenstemming is met een levenswijze als oeverbewoner die geen speciaal sterke vliegspieren nodig had. Het eerste kootje van de tweede vinger is langer dan het tweede, een eigenschap die binnen de Pterodactyloidea verder alleen van Ctenochasma bekend is. De achterpoten zijn relatief stevig gebouwd, met een goed ontwikkeld kuitbeen, dat weliswaar onderaan met het scheenbeen is vergroeid maar niet gereduceerd. Het dijbeen is lang en slank. De voeten zijn relatief groot, met vierentachtig procent van de lengte van het scheenbeen.
Pterodaustro had een maximale vleugelspanwijdte van tweeënhalf à drie meter. Eerdere schattingen gingen uit van ongeveer 1,33 meter. Mark Paul Witton schatte in 2008 dat een exemplaar met een vlucht van 119 centimeter een gewicht zou hebben gehad van 870 gram, wat een kleine veertien kilo zou hebben opgeleverd bij een spanwijdte van drie meter.

## Groeistadia
In 2004 werden twee pasgeboren jongen beschreven, MHIN-UNSL-GEO-V 241 en MMP 1168. Die hadden maar een vleugelspanwijdte van dertig centimeter. Hun proporties waren echter zodanig dat ze meteen bij het uitkomen hadden kunnen vliegen. Het grote aantal exemplaren maakte het mogelijk de groeistadia van de soort vrij nauwkeurig te bepalen. Volgens een studie uit 2008 groeiden de jongen de eerste twee levensjaren snel totdat ze de helft van de volwassen grootte bereikt hadden en geslachtsrijp werden. Daarna bleven ze drie à vier jaar doorgroeien. De groei was dus lang niet ze snel als bij moderne vogels maar verschilde kennelijk van die van huidige koudbloedige reptielen doordat er wel een echte groeistop of althans plafond was. Dit is in tegenspraak met de hypothese van David Unwin, die meent dat pterosauriërs hun hele leven in omvang bleven toenemen. Dit laatste is wel vastgesteld bij de basale soort Rhamphorhynchus.
Tijdens de groei was er een negatieve allometrie voor de boven- en onderarm — deze namen dus in relatieve grootte af ten opzichte van de rest van het lichaam — en een positieve allometrie voor het vierde middenhandsbeen en de daardoor gedragen vleugelvinger; die werden dus relatief langer. Een groter dier, waarvan het gewicht tot de derde macht toeneemt, heeft immers een relatief extra grote vleugeloppervlakte nodig aangezien die bij gelijke proporties slechts tot de tweede macht zou toenemen. Het relatief kortere antebrachium, bovenste deel van de arm, verschaft dan een betere hefboomwerking.
In 2024 concludeerde een studie dat tijdens de rijping de bovenste enkelbeenderen, sprongbeen en hielbeen, met het scheenbeen en kuitbeen vergroeiden tot een tibiotarsus. Bij jonge dieren waren sprongbeen en hielbeen nog als aparte elementen waarneembaar met een ingesnoerde schacht, beide basale kenmerken. De binnenste onderste knobbel van de tibiotarsus zou, in tegenstelling tot de buitenste, slechts een beperkte beweging mogelijk hebben gemaakt. Deze unieke asymmetrie hing wellicht samen met een wadende levenswijze.
In een dijbeen van een groot exemplaar is medullair beenweefsel aangetroffen; hieruit kan voor de leg kalk onttrokken worden. Het ging dus kennelijk om een wijfje. In 2004 werd de vondst bekendgemaakt van een gefossiliseerd embryo, specimen MHIN-UNSL-GEO-V246, dat dus nog in het ei zat; alleen uit China zijn nog enkele andere pterosauriëreieren bekend. Het ei had een lengte van zes centimeter en een doorsnede van 22 millimeter en was zo tamelijk langgerekt in een soort worstvorm — de Chinese eieren zijn veel bolvormiger. Het volume is geschat op 9,72 cm³. De schaal was versterkt door een dun bovenste laagje calciet. De calcietlaag was met een dikte van 0,3 millimeter zes maal dunner dan bij vogeleieren en de rest van de schaal moet dus leerachtig of flexibel geweest zijn, zoals bij de meeste reptielen. Het embryo was al vrij groot met de afmetingen van de kleinste gevonden uitgekomen dieren. Zijn botten waren goed verbeend. Het moet dus vlak voor het uitkomen door een overstroming gedood zijn. Het embryo lag met zijn hoofd op de borst en de onderarmen opgetrokken zodat de vleugelvingers naast het lichaam omlaag geklapt konden liggen.
In 2014 werd een tweede ei gemeld, zonder embryo, specimen MIC-V 778. Dit is meer driedimensionaal bewaard gebleven. De buitenste hardere calciumcarbonaatschil bleek hier vijftig micrometer dik. Zij bestaat uit drie laagjes. De allerbuitenste laag is maar twee micrometer dik en is gevormd uit amorf materiaal. Daaronder ligt een laag verticale langwerpige calcietkristallen. De derde laag bestaat uit horizontale calcietkristallen. Een dergelijke structuur is ook aanwezig bij de Miranornithes, de vogelgroep die de futen en de flamingo's omvat. De onderzoekers concludeerden dat Pterodaustro nog sterker een 'mesozoïsche flamingo' was dan eerder al gedacht. Net als bij de Miranornithes zou Pterodaustro drijvende nesten hebben gebruikt, wat het mogelijk zou hebben gemaakt vochtverlies bij het ei te voorkomen ondanks de dunne calcietlagen. Het ei zou het eerste driedimensionale pterosauriërei geweest zijn maar even eerder was Hamipterus beschreven met eveneens driedimensionaal bewaarde eieren.
In 2017 werd weer een embryo in een ei gemeld, specimen MIC-V246. Het was zo groot dat het op punt van uitkomen moet hebben gestaan.

## Fylogenie
Bonaparte wees Pterodaustro in 1970 toe aan de Pterodactylidae; in 1971 vanwege de unieke bouw aan een eigen Pterodaustriidae maar dat is een begrip dat sinds de vroege jaren negentig niet meer gebruikt wordt. Bonaparte begreep al snel dat de soort verwant was aan Ctenochasma. Hoewel Christopher Bennett Pterodaustro in 1994 nog zag als een basaal lid van de Pterodactyloidea, werd de verwantschap met Ctenochasma door latere exacte kladistische studies bevestigd. In 1996 plaatste Alexander Kellner de soort in de Ctenochasmatidae, gevolgd door David Unwin in 1997. Dit is tot nu toe de gebruikelijke indeling gebleven. In 2014 benoemde Brian Andres in de Ctenochasmatidae een Pterodaustrini.
Het volgende kladogram laat de positie van Pterodaustro zien volgens Andres:
|  | Feilongus    |
|  |              |
|  | Moganopterus |
|  |              |

|  | Plataleorhynchus                                                                 |
|  |                                                                                  |
|  | \| \| Gnathosaurus subulatus \| \| \| \| \| \| Gnathosaurus macrurus \| \| \| \| |
|  |                                                                                  |
|  | Gnathosaurus subulatus                                                           |
|  |                                                                                  |
|  | Gnathosaurus macrurus                                                            |
|  |                                                                                  |

|  | Gnathosaurus subulatus |
|  |                        |
|  | Gnathosaurus macrurus  |
|  |                        |

|  | Plataleorhynchus                                                                 |
|  |                                                                                  |
|  | \| \| Gnathosaurus subulatus \| \| \| \| \| \| Gnathosaurus macrurus \| \| \| \| |
|  |                                                                                  |
|  | Gnathosaurus subulatus                                                           |
|  |                                                                                  |
|  | Gnathosaurus macrurus                                                            |
|  |                                                                                  |

|  | Gnathosaurus subulatus |
|  |                        |
|  | Gnathosaurus macrurus  |
|  |                        |

|  | Feilongus    |
|  |              |
|  | Moganopterus |
|  |              |

|  | Plataleorhynchus                                                                 |
|  |                                                                                  |
|  | \| \| Gnathosaurus subulatus \| \| \| \| \| \| Gnathosaurus macrurus \| \| \| \| |
|  |                                                                                  |
|  | Gnathosaurus subulatus                                                           |
|  |                                                                                  |
|  | Gnathosaurus macrurus                                                            |
|  |                                                                                  |

|  | Gnathosaurus subulatus |
|  |                        |
|  | Gnathosaurus macrurus  |
|  |                        |

|  | Plataleorhynchus                                                                 |
|  |                                                                                  |
|  | \| \| Gnathosaurus subulatus \| \| \| \| \| \| Gnathosaurus macrurus \| \| \| \| |
|  |                                                                                  |
|  | Gnathosaurus subulatus                                                           |
|  |                                                                                  |
|  | Gnathosaurus macrurus                                                            |
|  |                                                                                  |

|  | Gnathosaurus subulatus |
|  |                        |
|  | Gnathosaurus macrurus  |
|  |                        |

|  | Feilongus    |
|  |              |
|  | Moganopterus |
|  |              |

|  | Plataleorhynchus                                                                 |
|  |                                                                                  |
|  | \| \| Gnathosaurus subulatus \| \| \| \| \| \| Gnathosaurus macrurus \| \| \| \| |
|  |                                                                                  |
|  | Gnathosaurus subulatus                                                           |
|  |                                                                                  |
|  | Gnathosaurus macrurus                                                            |
|  |                                                                                  |

|  | Gnathosaurus subulatus |
|  |                        |
|  | Gnathosaurus macrurus  |
|  |                        |

|  | Plataleorhynchus                                                                 |
|  |                                                                                  |
|  | \| \| Gnathosaurus subulatus \| \| \| \| \| \| Gnathosaurus macrurus \| \| \| \| |
|  |                                                                                  |
|  | Gnathosaurus subulatus                                                           |
|  |                                                                                  |
|  | Gnathosaurus macrurus                                                            |
|  |                                                                                  |

|  | Gnathosaurus subulatus |
|  |                        |
|  | Gnathosaurus macrurus  |
|  |                        |

|  | Feilongus    |
|  |              |
|  | Moganopterus |
|  |              |

|  | Plataleorhynchus                                                                 |
|  |                                                                                  |
|  | \| \| Gnathosaurus subulatus \| \| \| \| \| \| Gnathosaurus macrurus \| \| \| \| |
|  |                                                                                  |
|  | Gnathosaurus subulatus                                                           |
|  |                                                                                  |
|  | Gnathosaurus macrurus                                                            |
|  |                                                                                  |

|  | Gnathosaurus subulatus |
|  |                        |
|  | Gnathosaurus macrurus  |
|  |                        |

|  | Plataleorhynchus                                                                 |
|  |                                                                                  |
|  | \| \| Gnathosaurus subulatus \| \| \| \| \| \| Gnathosaurus macrurus \| \| \| \| |
|  |                                                                                  |
|  | Gnathosaurus subulatus                                                           |
|  |                                                                                  |
|  | Gnathosaurus macrurus                                                            |
|  |                                                                                  |

|  | Gnathosaurus subulatus |
|  |                        |
|  | Gnathosaurus macrurus  |
|  |                        |

|  | Feilongus    |
|  |              |
|  | Moganopterus |
|  |              |

|  | Plataleorhynchus                                                                 |
|  |                                                                                  |
|  | \| \| Gnathosaurus subulatus \| \| \| \| \| \| Gnathosaurus macrurus \| \| \| \| |
|  |                                                                                  |
|  | Gnathosaurus subulatus                                                           |
|  |                                                                                  |
|  | Gnathosaurus macrurus                                                            |
|  |                                                                                  |

|  | Gnathosaurus subulatus |
|  |                        |
|  | Gnathosaurus macrurus  |
|  |                        |

|  | Plataleorhynchus                                                                 |
|  |                                                                                  |
|  | \| \| Gnathosaurus subulatus \| \| \| \| \| \| Gnathosaurus macrurus \| \| \| \| |
|  |                                                                                  |
|  | Gnathosaurus subulatus                                                           |
|  |                                                                                  |
|  | Gnathosaurus macrurus                                                            |
|  |                                                                                  |

|  | Gnathosaurus subulatus |
|  |                        |
|  | Gnathosaurus macrurus  |
|  |                        |

|  | Feilongus    |
|  |              |
|  | Moganopterus |
|  |              |

|  | Plataleorhynchus                                                                 |
|  |                                                                                  |
|  | \| \| Gnathosaurus subulatus \| \| \| \| \| \| Gnathosaurus macrurus \| \| \| \| |
|  |                                                                                  |
|  | Gnathosaurus subulatus                                                           |
|  |                                                                                  |
|  | Gnathosaurus macrurus                                                            |
|  |                                                                                  |

|  | Gnathosaurus subulatus |
|  |                        |
|  | Gnathosaurus macrurus  |
|  |                        |

|  | Plataleorhynchus                                                                 |
|  |                                                                                  |
|  | \| \| Gnathosaurus subulatus \| \| \| \| \| \| Gnathosaurus macrurus \| \| \| \| |
|  |                                                                                  |
|  | Gnathosaurus subulatus                                                           |
|  |                                                                                  |
|  | Gnathosaurus macrurus                                                            |
|  |                                                                                  |

|  | Gnathosaurus subulatus |
|  |                        |
|  | Gnathosaurus macrurus  |
|  |                        |

|  | Feilongus    |
|  |              |
|  | Moganopterus |
|  |              |

|  | Plataleorhynchus                                                                 |
|  |                                                                                  |
|  | \| \| Gnathosaurus subulatus \| \| \| \| \| \| Gnathosaurus macrurus \| \| \| \| |
|  |                                                                                  |
|  | Gnathosaurus subulatus                                                           |
|  |                                                                                  |
|  | Gnathosaurus macrurus                                                            |
|  |                                                                                  |

|  | Gnathosaurus subulatus |
|  |                        |
|  | Gnathosaurus macrurus  |
|  |                        |

|  | Plataleorhynchus                                                                 |
|  |                                                                                  |
|  | \| \| Gnathosaurus subulatus \| \| \| \| \| \| Gnathosaurus macrurus \| \| \| \| |
|  |                                                                                  |
|  | Gnathosaurus subulatus                                                           |
|  |                                                                                  |
|  | Gnathosaurus macrurus                                                            |
|  |                                                                                  |

|  | Gnathosaurus subulatus |
|  |                        |
|  | Gnathosaurus macrurus  |
|  |                        |

|  | Feilongus    |
|  |              |
|  | Moganopterus |
|  |              |

|  | Plataleorhynchus                                                                 |
|  |                                                                                  |
|  | \| \| Gnathosaurus subulatus \| \| \| \| \| \| Gnathosaurus macrurus \| \| \| \| |
|  |                                                                                  |
|  | Gnathosaurus subulatus                                                           |
|  |                                                                                  |
|  | Gnathosaurus macrurus                                                            |
|  |                                                                                  |

|  | Gnathosaurus subulatus |
|  |                        |
|  | Gnathosaurus macrurus  |
|  |                        |

|  | Plataleorhynchus                                                                 |
|  |                                                                                  |
|  | \| \| Gnathosaurus subulatus \| \| \| \| \| \| Gnathosaurus macrurus \| \| \| \| |
|  |                                                                                  |
|  | Gnathosaurus subulatus                                                           |
|  |                                                                                  |
|  | Gnathosaurus macrurus                                                            |
|  |                                                                                  |

|  | Gnathosaurus subulatus |
|  |                        |
|  | Gnathosaurus macrurus  |
|  |                        |

|  | Eosipterus                                                   |
|  |                                                              |
|  | \| \| Beipiaopterus \| \| \| \| \| \| Gegepterus \| \| \| \| |
|  |                                                              |
|  | Beipiaopterus                                                |
|  |                                                              |
|  | Gegepterus                                                   |
|  |                                                              |

|  | Beipiaopterus |
|  |               |
|  | Gegepterus    |
|  |               |

|  | Eosipterus                                                   |
|  |                                                              |
|  | \| \| Beipiaopterus \| \| \| \| \| \| Gegepterus \| \| \| \| |
|  |                                                              |
|  | Beipiaopterus                                                |
|  |                                                              |
|  | Gegepterus                                                   |
|  |                                                              |

|  | Beipiaopterus |
|  |               |
|  | Gegepterus    |
|  |               |

|  | Eosipterus                                                   |
|  |                                                              |
|  | \| \| Beipiaopterus \| \| \| \| \| \| Gegepterus \| \| \| \| |
|  |                                                              |
|  | Beipiaopterus                                                |
|  |                                                              |
|  | Gegepterus                                                   |
|  |                                                              |

|  | Beipiaopterus |
|  |               |
|  | Gegepterus    |
|  |               |

|  | Eosipterus                                                   |
|  |                                                              |
|  | \| \| Beipiaopterus \| \| \| \| \| \| Gegepterus \| \| \| \| |
|  |                                                              |
|  | Beipiaopterus                                                |
|  |                                                              |
|  | Gegepterus                                                   |
|  |                                                              |

|  | Beipiaopterus |
|  |               |
|  | Gegepterus    |
|  |               |

|  | Feilongus    |
|  |              |
|  | Moganopterus |
|  |              |

|  | Plataleorhynchus                                                                 |
|  |                                                                                  |
|  | \| \| Gnathosaurus subulatus \| \| \| \| \| \| Gnathosaurus macrurus \| \| \| \| |
|  |                                                                                  |
|  | Gnathosaurus subulatus                                                           |
|  |                                                                                  |
|  | Gnathosaurus macrurus                                                            |
|  |                                                                                  |

|  | Gnathosaurus subulatus |
|  |                        |
|  | Gnathosaurus macrurus  |
|  |                        |

|  | Plataleorhynchus                                                                 |
|  |                                                                                  |
|  | \| \| Gnathosaurus subulatus \| \| \| \| \| \| Gnathosaurus macrurus \| \| \| \| |
|  |                                                                                  |
|  | Gnathosaurus subulatus                                                           |
|  |                                                                                  |
|  | Gnathosaurus macrurus                                                            |
|  |                                                                                  |

|  | Gnathosaurus subulatus |
|  |                        |
|  | Gnathosaurus macrurus  |
|  |                        |

|  | Feilongus    |
|  |              |
|  | Moganopterus |
|  |              |

|  | Plataleorhynchus                                                                 |
|  |                                                                                  |
|  | \| \| Gnathosaurus subulatus \| \| \| \| \| \| Gnathosaurus macrurus \| \| \| \| |
|  |                                                                                  |
|  | Gnathosaurus subulatus                                                           |
|  |                                                                                  |
|  | Gnathosaurus macrurus                                                            |
|  |                                                                                  |

|  | Gnathosaurus subulatus |
|  |                        |
|  | Gnathosaurus macrurus  |
|  |                        |

|  | Plataleorhynchus                                                                 |
|  |                                                                                  |
|  | \| \| Gnathosaurus subulatus \| \| \| \| \| \| Gnathosaurus macrurus \| \| \| \| |
|  |                                                                                  |
|  | Gnathosaurus subulatus                                                           |
|  |                                                                                  |
|  | Gnathosaurus macrurus                                                            |
|  |                                                                                  |

|  | Gnathosaurus subulatus |
|  |                        |
|  | Gnathosaurus macrurus  |
|  |                        |

|  | Feilongus    |
|  |              |
|  | Moganopterus |
|  |              |

|  | Plataleorhynchus                                                                 |
|  |                                                                                  |
|  | \| \| Gnathosaurus subulatus \| \| \| \| \| \| Gnathosaurus macrurus \| \| \| \| |
|  |                                                                                  |
|  | Gnathosaurus subulatus                                                           |
|  |                                                                                  |
|  | Gnathosaurus macrurus                                                            |
|  |                                                                                  |

|  | Gnathosaurus subulatus |
|  |                        |
|  | Gnathosaurus macrurus  |
|  |                        |

|  | Plataleorhynchus                                                                 |
|  |                                                                                  |
|  | \| \| Gnathosaurus subulatus \| \| \| \| \| \| Gnathosaurus macrurus \| \| \| \| |
|  |                                                                                  |
|  | Gnathosaurus subulatus                                                           |
|  |                                                                                  |
|  | Gnathosaurus macrurus                                                            |
|  |                                                                                  |

|  | Gnathosaurus subulatus |
|  |                        |
|  | Gnathosaurus macrurus  |
|  |                        |

|  | Feilongus    |
|  |              |
|  | Moganopterus |
|  |              |

|  | Plataleorhynchus                                                                 |
|  |                                                                                  |
|  | \| \| Gnathosaurus subulatus \| \| \| \| \| \| Gnathosaurus macrurus \| \| \| \| |
|  |                                                                                  |
|  | Gnathosaurus subulatus                                                           |
|  |                                                                                  |
|  | Gnathosaurus macrurus                                                            |
|  |                                                                                  |

|  | Gnathosaurus subulatus |
|  |                        |
|  | Gnathosaurus macrurus  |
|  |                        |

|  | Plataleorhynchus                                                                 |
|  |                                                                                  |
|  | \| \| Gnathosaurus subulatus \| \| \| \| \| \| Gnathosaurus macrurus \| \| \| \| |
|  |                                                                                  |
|  | Gnathosaurus subulatus                                                           |
|  |                                                                                  |
|  | Gnathosaurus macrurus                                                            |
|  |                                                                                  |

|  | Gnathosaurus subulatus |
|  |                        |
|  | Gnathosaurus macrurus  |
|  |                        |

|  | Feilongus    |
|  |              |
|  | Moganopterus |
|  |              |

|  | Plataleorhynchus                                                                 |
|  |                                                                                  |
|  | \| \| Gnathosaurus subulatus \| \| \| \| \| \| Gnathosaurus macrurus \| \| \| \| |
|  |                                                                                  |
|  | Gnathosaurus subulatus                                                           |
|  |                                                                                  |
|  | Gnathosaurus macrurus                                                            |
|  |                                                                                  |

|  | Gnathosaurus subulatus |
|  |                        |
|  | Gnathosaurus macrurus  |
|  |                        |

|  | Plataleorhynchus                                                                 |
|  |                                                                                  |
|  | \| \| Gnathosaurus subulatus \| \| \| \| \| \| Gnathosaurus macrurus \| \| \| \| |
|  |                                                                                  |
|  | Gnathosaurus subulatus                                                           |
|  |                                                                                  |
|  | Gnathosaurus macrurus                                                            |
|  |                                                                                  |

|  | Gnathosaurus subulatus |
|  |                        |
|  | Gnathosaurus macrurus  |
|  |                        |

|  | Feilongus    |
|  |              |
|  | Moganopterus |
|  |              |

|  | Plataleorhynchus                                                                 |
|  |                                                                                  |
|  | \| \| Gnathosaurus subulatus \| \| \| \| \| \| Gnathosaurus macrurus \| \| \| \| |
|  |                                                                                  |
|  | Gnathosaurus subulatus                                                           |
|  |                                                                                  |
|  | Gnathosaurus macrurus                                                            |
|  |                                                                                  |

|  | Gnathosaurus subulatus |
|  |                        |
|  | Gnathosaurus macrurus  |
|  |                        |

|  | Plataleorhynchus                                                                 |
|  |                                                                                  |
|  | \| \| Gnathosaurus subulatus \| \| \| \| \| \| Gnathosaurus macrurus \| \| \| \| |
|  |                                                                                  |
|  | Gnathosaurus subulatus                                                           |
|  |                                                                                  |
|  | Gnathosaurus macrurus                                                            |
|  |                                                                                  |

|  | Gnathosaurus subulatus |
|  |                        |
|  | Gnathosaurus macrurus  |
|  |                        |

|  | Feilongus    |
|  |              |
|  | Moganopterus |
|  |              |

|  | Plataleorhynchus                                                                 |
|  |                                                                                  |
|  | \| \| Gnathosaurus subulatus \| \| \| \| \| \| Gnathosaurus macrurus \| \| \| \| |
|  |                                                                                  |
|  | Gnathosaurus subulatus                                                           |
|  |                                                                                  |
|  | Gnathosaurus macrurus                                                            |
|  |                                                                                  |

|  | Gnathosaurus subulatus |
|  |                        |
|  | Gnathosaurus macrurus  |
|  |                        |

|  | Plataleorhynchus                                                                 |
|  |                                                                                  |
|  | \| \| Gnathosaurus subulatus \| \| \| \| \| \| Gnathosaurus macrurus \| \| \| \| |
|  |                                                                                  |
|  | Gnathosaurus subulatus                                                           |
|  |                                                                                  |
|  | Gnathosaurus macrurus                                                            |
|  |                                                                                  |

|  | Gnathosaurus subulatus |
|  |                        |
|  | Gnathosaurus macrurus  |
|  |                        |

|  | Feilongus    |
|  |              |
|  | Moganopterus |
|  |              |

|  | Plataleorhynchus                                                                 |
|  |                                                                                  |
|  | \| \| Gnathosaurus subulatus \| \| \| \| \| \| Gnathosaurus macrurus \| \| \| \| |
|  |                                                                                  |
|  | Gnathosaurus subulatus                                                           |
|  |                                                                                  |
|  | Gnathosaurus macrurus                                                            |
|  |                                                                                  |

|  | Gnathosaurus subulatus |
|  |                        |
|  | Gnathosaurus macrurus  |
|  |                        |

|  | Plataleorhynchus                                                                 |
|  |                                                                                  |
|  | \| \| Gnathosaurus subulatus \| \| \| \| \| \| Gnathosaurus macrurus \| \| \| \| |
|  |                                                                                  |
|  | Gnathosaurus subulatus                                                           |
|  |                                                                                  |
|  | Gnathosaurus macrurus                                                            |
|  |                                                                                  |

|  | Gnathosaurus subulatus |
|  |                        |
|  | Gnathosaurus macrurus  |
|  |                        |

|  | Eosipterus                                                   |
|  |                                                              |
|  | \| \| Beipiaopterus \| \| \| \| \| \| Gegepterus \| \| \| \| |
|  |                                                              |
|  | Beipiaopterus                                                |
|  |                                                              |
|  | Gegepterus                                                   |
|  |                                                              |

|  | Beipiaopterus |
|  |               |
|  | Gegepterus    |
|  |               |

|  | Eosipterus                                                   |
|  |                                                              |
|  | \| \| Beipiaopterus \| \| \| \| \| \| Gegepterus \| \| \| \| |
|  |                                                              |
|  | Beipiaopterus                                                |
|  |                                                              |
|  | Gegepterus                                                   |
|  |                                                              |

|  | Beipiaopterus |
|  |               |
|  | Gegepterus    |
|  |               |

|  | Eosipterus                                                   |
|  |                                                              |
|  | \| \| Beipiaopterus \| \| \| \| \| \| Gegepterus \| \| \| \| |
|  |                                                              |
|  | Beipiaopterus                                                |
|  |                                                              |
|  | Gegepterus                                                   |
|  |                                                              |

|  | Beipiaopterus |
|  |               |
|  | Gegepterus    |
|  |               |

|  | Eosipterus                                                   |
|  |                                                              |
|  | \| \| Beipiaopterus \| \| \| \| \| \| Gegepterus \| \| \| \| |
|  |                                                              |
|  | Beipiaopterus                                                |
|  |                                                              |
|  | Gegepterus                                                   |
|  |                                                              |

|  | Beipiaopterus |
|  |               |
|  | Gegepterus    |
|  |               |

Er zijn sterke aanwijzingen dat het geslacht Puntanipterus, van fragmentarische resten uit iets oudere lagen bekend, een jonger synoniem is van Pterodaustro.

## Levenswijze

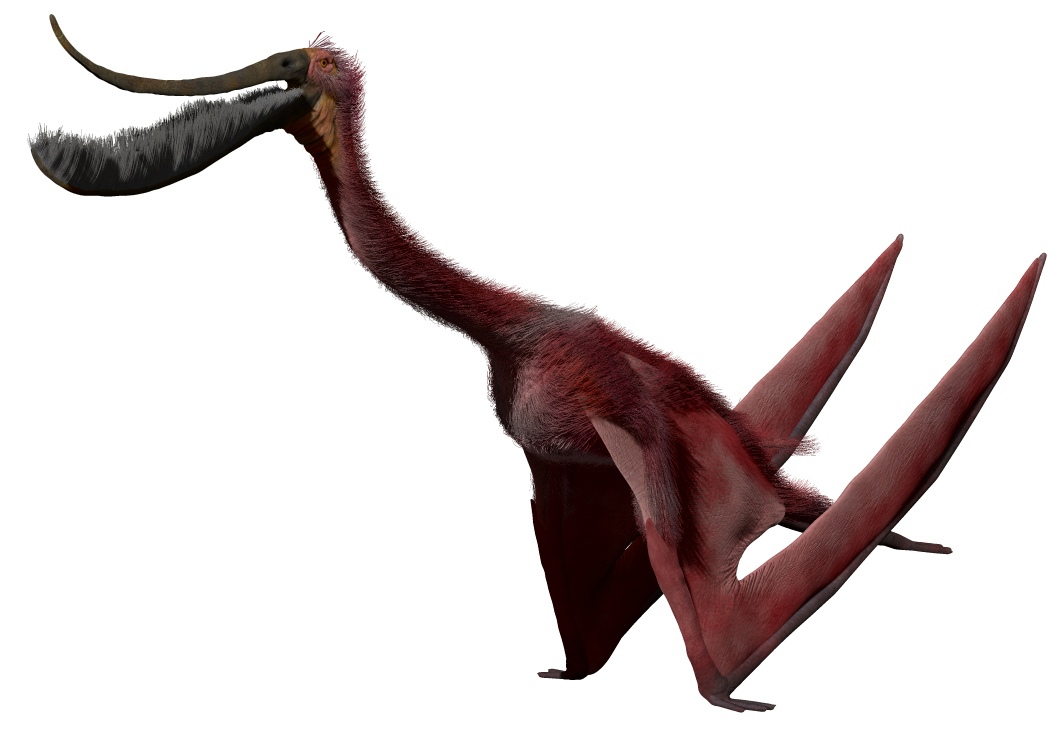
Zo zou Pterodaustro zijn opgestegen, zich tegen de grond afzettend met de vleugels. De vingers waren dan naar achteren gericht

De levenswijze van Pterodaustro zou overeenkomen met andere Ctenochasmatidae: het filteren van ongewervelden, zoals schaaldieren, uit het water. Kreeftjes worden inderdaad veel in het sediment aangetroffen. Volgens een hypothese van Robert Bakker in zijn Dinosaur Heresies zouden de haren van Pterodaustro, net als de veren van flamingo's, roze gekleurd hebben kunnen zijn van het pigment van de kreeftjes. Het is daarom gebruikelijk voor illustratoren de soort als een Pink Pterosaur af te beelden. Het is de vraag of de carotenoïde kleurstoffen eenvoudig door de pycnofibers zouden kunnen zijn opgenomen en of ze een roze kleur zouden hebben opgeleverd zonder de irisering van vleugelveren die flamingo's toepassen. Van alle bekende ctenochasmatiden toont Pterodaustro de meest extreme aanpassingen aan deze levenswijze; de tanden van de andere soorten zijn kleiner in aantal en ook niet zo sterk gemodificeerd.
Er is een model opgesteld van de precieze voedingswijze. Het dier zou zijn bek geopend hebben en de onderkaak in het water hebben laten hangen. Een plotse achterwaartse beweging met de kop wekte twee wervels op naast de kaak die over een groot deel van de lengte ervan water met kreeftjes tussen de tanden gespoeld zou hebben; de kromming zorgde er dan voor dat ze er niet meteen weer uitstroomden. Daarna werd de kaak boven het wateroppervlak geheven en een snelle voorwaartse beweging dreef het water er weer uit, waarbij de prooi achterbleef. De bovenkaak zou tussen de tandenrijen van de onderkaak gepast hebben en het tandkussen daarvan zou de kreeftjes hebben gekraakt waarna een lange tong de resten de keelholte in zou hebben gewerkt. In de maag werden ze verder vermalen door maagstenen ofwel gastrolieten. In 2009 werd de vondst bekendgemaakt van twee exemplaren, MIC V263 en MIC V243, waar in de buikholte dergelijke stenen werden aangetroffen, in doorsnede variërend van 1,5 millimeter tot een centimeter. De grootste opeenhoping betrof negenentwintig stenen, aangetroffen op een oppervlakte van 24 cm². Sommige hadden vrij scherpe randen. Dit was het eerste eenduidige bewijs voor het voorkomen van dergelijke gastrolieten, die tegenwoordig nog gebruikt worden door vogels en krokodillen, bij de Pterosauria. 
In 2013 werden de gastrolieten verder beschreven. Daarbij werd erop gewezen dat ook flamingo's maagstenen bezitten. Men vond het raadselachtig hoe Pterodaustro met zijn bizarre gebit überhaupt stenen kon opslokken. Een mogelijke aanpassing daartoe is de vorm van tanden drie tot en met zes die sterker naar achter gekromd zijn en samen een soort schep kunnen hebben gevormd om de stenen los te woelen en naar binnen te werken.